# Порт-Таунсенд (Вашингтон)
Порт-Таунсенд (англ. Port Townsend) — місто (англ. city) в США, в окрузі Джефферсон штату Вашингтон. Населення — 10 148 осіб (2020).

## Географія
Порт-Таунсенд розташований за координатами 48°7′43″ пн. ш. 122°47′17″ зх. д. / 48.12861° пн. ш. 122.78806° зх. д. (48.128530, -122.787936).  За даними Бюро перепису населення США в 2010 році місто мало площу 24,50 км², з яких 18,08 км² — суходіл та 6,42 км² — водойми. В 2017 році площа становила 19,08 км², з яких 18,01 км² — суходіл та 1,07 км² — водойми.

### Клімат
| Клімат : Порт-Таунсенд  | Клімат : Порт-Таунсенд | Клімат : Порт-Таунсенд | Клімат : Порт-Таунсенд | Клімат : Порт-Таунсенд | Клімат : Порт-Таунсенд | Клімат : Порт-Таунсенд | Клімат : Порт-Таунсенд | Клімат : Порт-Таунсенд | Клімат : Порт-Таунсенд | Клімат : Порт-Таунсенд | Клімат : Порт-Таунсенд | Клімат : Порт-Таунсенд | Клімат : Порт-Таунсенд |
| Показник                | Січ.                   | Лют.                   | Бер.                   | Квіт.                  | Трав.                  | Черв.                  | Лип.                   | Серп.                  | Вер.                   | Жовт.                  | Лист.                  | Груд.                  | Рік                    |
| Абсолютний максимум, °C | 16,7                   | 18,3                   | 23,3                   | 24,4                   | 31,7                   | 33,9                   | 37,8                   | 35,6                   | 31,7                   | 24,4                   | 20,0                   | 19,4                   | 37,8                   |
| Середній максимум, °C   | 8,0                    | 9,2                    | 11,3                   | 14,1                   | 17,2                   | 19,8                   | 22,6                   | 22,8                   | 20,1                   | 14,4                   | 9,9                    | 7,2                    | 14,8                   |
| Середній мінімум, °C    | 3,8                    | 3,6                    | 4,7                    | 6,1                    | 8,3                    | 10,2                   | 11,7                   | 11,8                   | 10,3                   | 7,9                    | 5,3                    | 3,2                    | 7,3                    |
| Абсолютний мінімум, °C  | −15                    | −13,9                  | −7,2                   | −2,8                   | −5                     | 0,6                    | −5                     | 2,8                    | −1,1                   | −5,6                   | −11,1                  | −15                    | −15                    |
| Норма опадів, мм        | 57                     | 38                     | 42                     | 37                     | 43                     | 33                     | 19                     | 17                     | 26                     | 41                     | 69                     | 62                     | 484                    |
| Днів з опадами          | 16                     | 12,4                   | 14,5                   | 12,6                   | 11,6                   | 9,7                    | 5,8                    | 5,3                    | 7,5                    | 12                     | 17                     | 16,1                   | 140,5                  |
| ----------------------- | ---------------------- | ---------------------- | ---------------------- | ---------------------- | ---------------------- | ---------------------- | ---------------------- | ---------------------- | ---------------------- | ---------------------- | ---------------------- | ---------------------- | ---------------------- |
| Джерело: WRCC           |                        |                        |                        |                        |                        |                        |                        |                        |                        |                        |                        |                        |                        |

## Демографія
Згідно з переписом 2010 року, у місті мешкало 9113 осіб у 4544 домогосподарствах у складі 2322 родин. Густота населення становила 372 особи/км².  Було 5193 помешкання (212/км²).
Расовий склад населення:
| - 92,4 % — білих - 1,7 % — азіатів - 1,1 % — корінних американців - 0,5 % — чорних або афроамериканців - 0,3 % — вихідців з тихоокеанських островів |

До двох чи більше рас належало 3,1 %. Частка іспаномовних становила 3,3 % від усіх жителів.
За віковим діапазоном населення розподілялося таким чином: 16,1 % — особи молодші 18 років, 59,4 % — особи у віці 18—64 років, 24,5 % — особи у віці 65 років та старші. Медіана віку мешканця становила 53,0 року. На 100 осіб жіночої статі у місті припадало 85,3 чоловіків;  на 100 жінок у віці від 18 років та старших — 81,9 чоловіків також старших 18 років.
Середній дохід на одне домашнє господарство  становив 57 567 доларів США (медіана — 42 742), а середній дохід на одну сім'ю — 76 274 долари (медіана — 62 986). Медіана доходів становила 38 008 доларів для чоловіків та 39 697 доларів для жінок. За межею бідності перебувало 12,9 % осіб, у тому числі 16,9 % дітей у віці до 18 років та 10,8 % осіб у віці 65 років та старших.
Цивільне працевлаштоване населення становило 3762 особи. Основні галузі зайнятості: освіта, охорона здоров'я та соціальна допомога — 28,5 %, мистецтво, розваги та відпочинок — 12,5 %, науковці, спеціалісти, менеджери — 9,4 %, виробництво — 8,6 %.